# Салемальське сільське поселення
Салема́льське сільське поселення (рос. Салемальское сельское поселение) — сільське поселення у складі Ямальського району Ямало-Ненецького автономного округу Тюменської області Росії.
Адміністративний центр та єдиний населений пункт — село Салемал.
Населення сільського поселення становить 946 осіб (2017; 970 у 2010, 1003 у 2002).